# Höxter
Höxter – miasto powiatowe w Niemczech, w kraju związkowym Nadrenia Północna-Westfalia, w rejencji Detmold, siedziba powiatu Höxter. Według danych na rok 2010 miasto liczyło 31 089 mieszkańców.